# Comtat de Richland (Wisconsin)
El comtat de Richland és un comtat de l'estat de Wisconsin, als Estats Units. Segons el cens de 2010, la població era de 18.021 habitants. La seu de comtat és Richland Center. El comtat es va crear a partir del territori de Wisconsin el 1842 i organitzat el 1850. És famós per la bona qualitat del seu sol. Algunes àrees rurals en el comtat tenen l'electricitat que prové de la cooperativa Richland Electric.

## Geografia
Segons la Oficina del Cens dels Estats Units, el comtat té una àrea total de 589 milles quadrades (1,530 km2), de les quals 586 milles quadrades (1,520 km2) és terra i 3.1 milles quadrades (8.0 km2) (0.5%) és aigua.

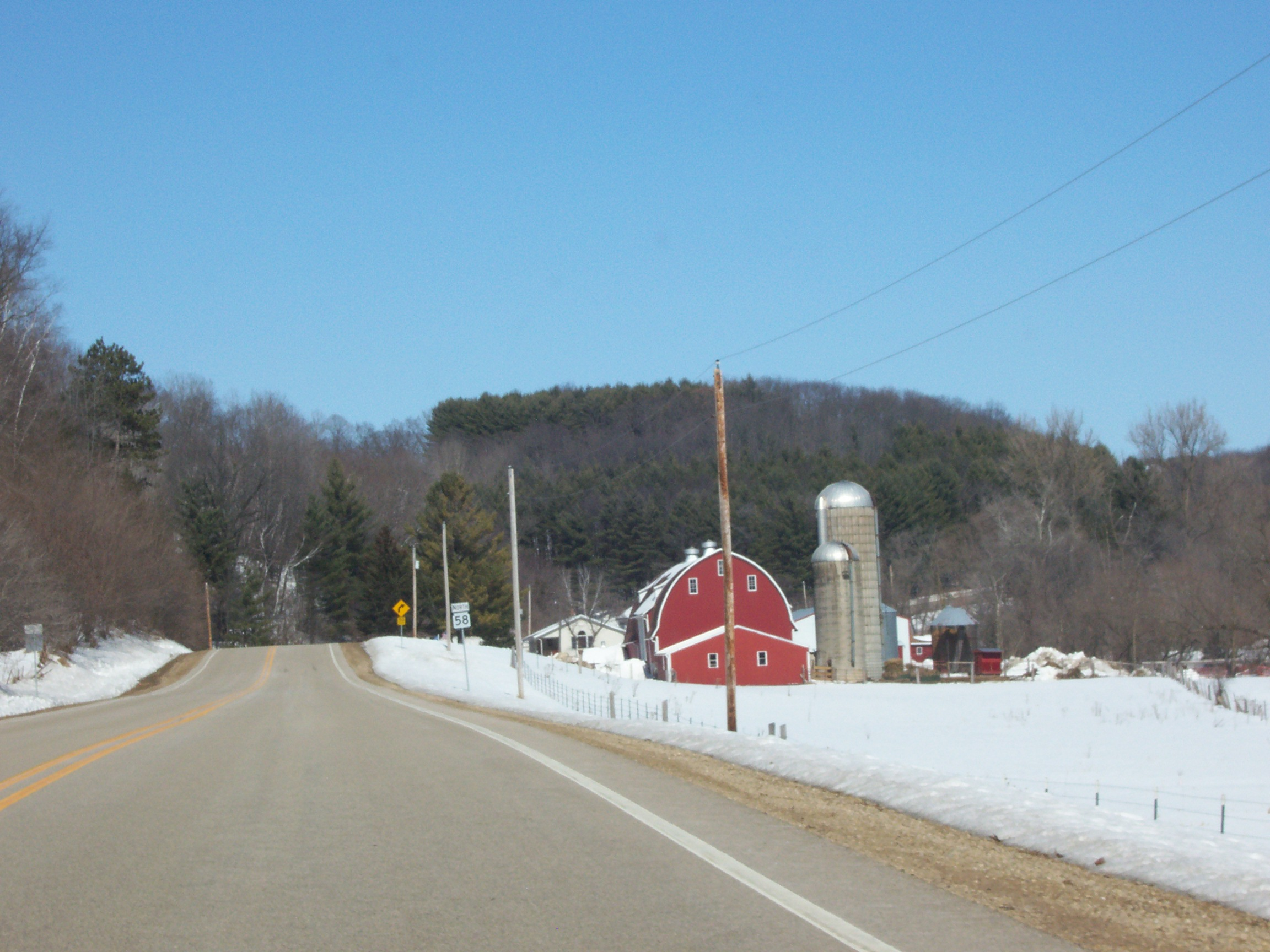
Granja a la carretera Highway 58, a la zona rural del comtat de Richland County, a prop de Cazenovia

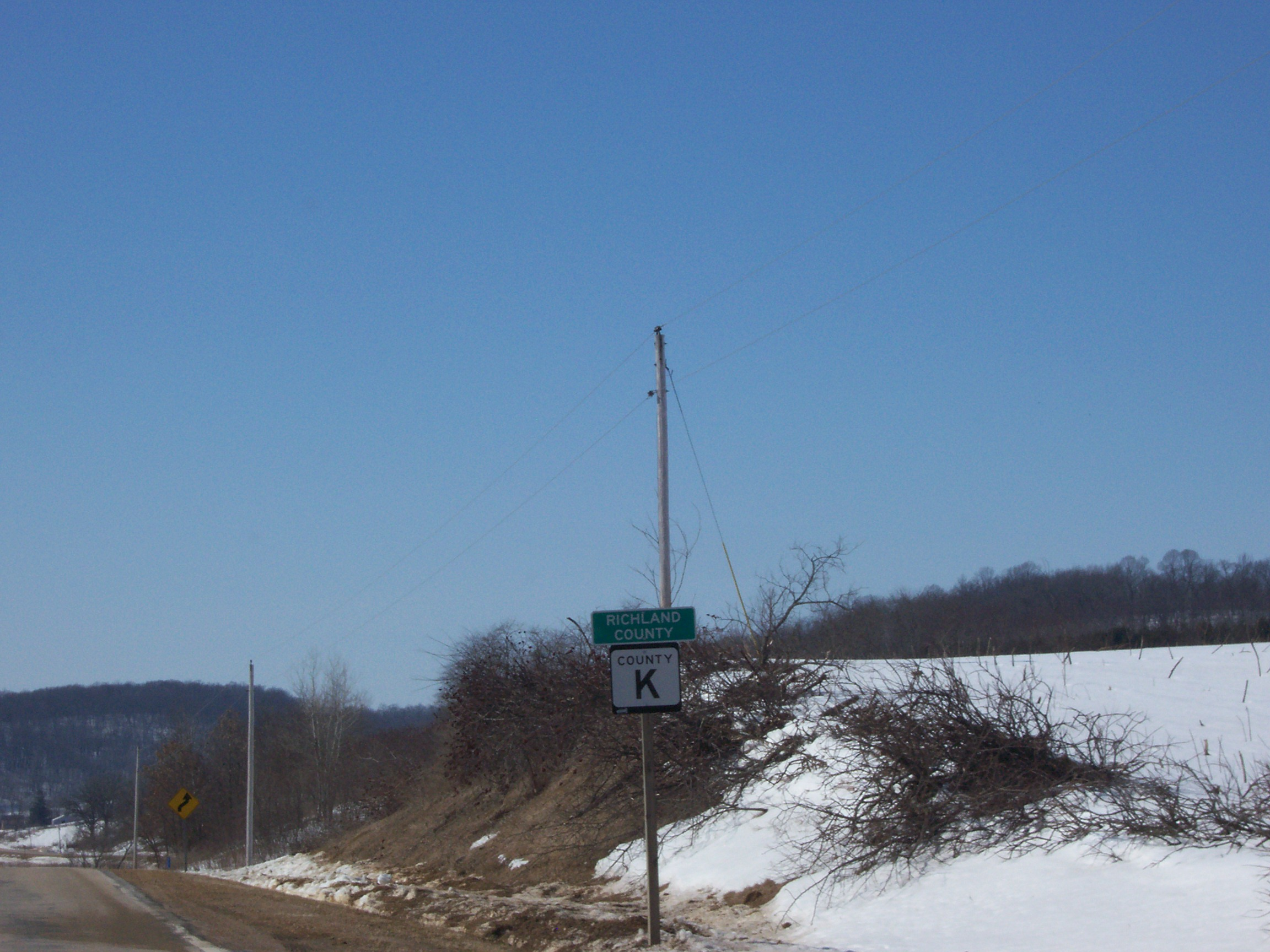
Senyalització d'entrada al comtat de Richland

### Entitats de població
Ciutat
- Richland Center (seu del comtat)

Villages
- Boaz
- Cazenovia (parcialment al comtat de Sauk)
- Lone Rock
- Viola (parcialment al comtat de Vernon)
- Yuba

Towns
- Akan
- Bloom
- Buena Vista
- Dayton
- Eagle
- Forest
- Henrietta
- Ithaca
- Marshall
- Orion
- Richland
- Richwood
- Rockbridge
- Sylvan
- Westford
- Willow

Llocs designats pel cens
- Gotham
- Sextonville

Comunitats no incorporades
- Ash Ridge
- Aubrey
- Balmoral
- Basswood
- Bear Valley
- Bloom City
- Bosstown
- Buck Creek
- Bunker Hill
- Byrds Creek
- Eagle Corners
- Excelsior
- Five Points
- Germantown
- Gillingham
- Hub City
- Ithaca
- Jimtown
- Keyesville
- Loyd
- Neptune
- Nevels Corners
- Orion
- Port Andrew
- Rockbridge
- Sabin
- Sand Prairie
- Sylvan
- Tavera
- Tunnelville (parcialment)
- Twin Bluffs
- West Lima
- Westport
- Wild Rose
- Woodstock

Pobles fantasma
- Ashford
- Corwin
- Henrietta
- McGrew
- Mill Creek

### Autopistes més importants
- U.S. Highway 14
- Highway 56 (Wisconsin)
- Highway 58 (Wisconsin)
- Highway 60 (Wisconsin)
- Highway 80 (Wisconsin)
- Highway 130 (Wisconsin)
- Highway 131 (Wisconsin)
- Highway 154 (Wisconsin)
- Highway 171 (Wisconsin)
- Highway 193 (Wisconsin)

### Aeroport
L'aeroport de Richland (93C) dona servei al comtat i a les comunitats colindants.

### Comtats adjacents
- Comtat de Vernon, al nord
- Comtat de Sauk, a l'est
- Comtat d'Iowa, al sud-est
- Comtat de Grant, al sud-oest
- Comtat de Crawford, a l'oest

## Demografia

Piràmide d'edat del 2000 pel comtat de Richland.

Segons el cens de 2000, hi havien 17.924 persones, 7.118 cases, i 4.833 families residint en el comtat. La densitat de població era 31 persones per milla quadrada (12/km²). Hi havia 8.164 unitats familliars amb una densitat mijtana de 14 per milla quadrada (5/km²). Per races es divideixen així: 98,39% blancs, 0,15% negres o afroamericans, 0,26% nadius americans, 0,21% asiàtics 0,03% habitants del Pacífic, 0,28% d'altres races i 0,68% de dues o més races. El 0,93% de la població eren hispànics o llatins de qualsevol raça, el 37,7% eren alemanys, el 12,5% noruecs, el 10,3% irlandesos, el 9,5% anglesos i el 8,8% descendents d'indígenes americans d'acord amb el cens del 2000. El 97,1% tenen l'anglès com a primera llengua, l'1.1% l'alemany i l'1.1% l'espanyol.